# Slaget ved Basing
Slaget ved Basing var et slag, der foregik på den kongelige ejendom Basing i Hampshire omkring 22. januar 871 mellem danske vikinger, der slog vestsakserne.
I slutningen af december 870 invaderede vikingerne Wessex og besatte Reading. Adskillige slag fulgte kort efter hinanden; Englefield, en sejr til vestsakserne, Reading, en sejr til vikingerne og Ashdown d. 8. januar, en sejr til vestsakserne. To uger senere blev kong Æthelred og hans bror, den fremtidige kong Alfred den Store, besejret ved Basing. Der var derefter en pause i to måneder indtil slaget ved Meretun, hvor vikingerne igen sejrede. Kort efter påske, der faldt d. 15. april dette år, døde Æthelred og blev efterfulgt af Alfred.
Slaget ved Basing kan dateres fordi biskop Heahmund af Sherborne døde under slaget ved Meretun, og det vides, at han døde 22. marts 871. Den Angelsaksiske Krønike beskriver at slaget ved Basing foregik to måneder tidligere, hvilket daterer det til 22. januar, Ashdown 14 dage før dette, 8. januar, Reading 4 dage tidligere, d. 4. januar og Englefield endnu 4 dage før d. 31. december 870 og vikingerne ankom i Reading 3 dage tidligere d. 28. december. Tidsangivelsen med to måneder mellem Meretun og Basing er dog sandsynligvis ikke helt præcis, og datoerne er derfor approksimationer.